# Мертві землі
Мертві землі (англ. Elevation) — американський постапокаліптичний екшен-трилер 2024 року режисера Джорджа Нолфі, за сценарієм Кенні Раяна та Джейкоба Романа. У головних ролях: Ентоні Макі, Морена Баккарін і Медді Гассон. Мертві землі вийшли у США 8 листопада 2024 року.

## Сюжет
За три роки до подій фільму таємничі верхівкові хижаки, які називаються «Женцями», вийшли з підземних вирв і знищили більшу частину людства. Ті, що вижили, живуть у кишенькових громадах на висоті 8000 футів (~2400 м) або більше над рівнем моря — на висотах, куди істоти не ризикують зайти.
Однією з кишенькових спільнот є «Притулок загубленої ущелини» у Фронт-Рейндж, штат Колорадо, де одинокий батько Вілл живе зі своїм сином Хантером, який має хворобу легень. Вілла переслідує смерть його дружини Тари, яку вбили Женці під час експедиції з Ніною, колишнім науковцем, з метою знайти їхні слабкі місця. Хантер стає роздратованим після місяців ізоляції; сусідні громади вимкнули свої радіостанції, щоб заощадити електроенергію, що залишилася, і замість цього використовують прапори для спілкування. Вілл дізнається, що у нього закінчуються кисневі фільтри для Хантера. Ніна намагається відмовити Вілла від поїздки до Боулдера, штат Колорадо, щоб знайти більше фільтрів, але Вілл переконує її піти з ним, щоб дістатися до її старої лабораторії та знайти спосіб убити Женців.
Кеті приєднується до них, і вони виходять на Ельбську пожежну дорогу, яка веде їх до шахти під лінією безпеки. Ніна має винайдений нею компас, який може виявити Женців поблизу завдяки їхнім високим біоелектромагнітним імпульсам. По дорозі вони збирають припаси, включно з гранатометом, і йдуть дорогою, що веде їх до колишньої гірськолижної зони. Їх помічає Жнець, але Вілл вмикає резервні генератори підйомника, що дозволяє групі втекти від Женця понад лінію безпеки. Вони відпочивають у старому будиночку, де Ніна пояснює, що Женці не їдять і не сплять, теоретизуючи, що вони — не біологічні істоти.
Наступного ранку група приходить до колишнього шахтарського тунелю, який Вілл знає з часів, коли він був шахтарем. Однак нижні рівні шахти опускаються нижче лінії безпеки, і якщо вони ввійдуть, компас Ніни не попередить їх про Женців поблизу, оскільки він не працює під землею. Увійшовши в шахти, вони виявили, що рівень над лінією безпеки був заварений під час початкового вторгнення, що змусило їх увійти на нижні рівні. Потім на групу нападає Жнець, і Кеті гине, вбита його «вусиками». Ніні та Віллу вдається втекти та повернутися на поверхню над лінією безпеки.
Ніна хоче повернутися до своєї лабораторії за запасом магнію, припускаючи, що непроникна луска Женця виробляє магнітні захисні механізми, і якщо одна з куль насичена мінералом магнію, вона проникне та вб'є істоту через внутрішнє згоряння. Вони прямують до Боулдера та знаходять кисневі фільтри в покинутій лікарні. Жнець нападає на них, але Вілл стріляє в газові балони, щоб зупинити його, даючи їм достатньо часу для втечі. Вілл хоче повернутися до свого сина, але Ніна переконує його допомогти їй повернутися в її колишню лабораторію в Міністерстві енергетики США. Вілл дізнається, що Ніна втратила свою сім'ю внаслідок нападу Женців. Ніна дозволяє Віллу повернутися до сина, поки вона досліджує, як вбити істот. Після кількох спроб Ніна успішно вбиває Женця, який вривається в лабораторію, кулею, просоченою сумішшю магнію та кобальту.
Вілл їде на пікапі, але його шини лопають, змушуючи його бігти до лінії безпеки, поки його переслідують Женці. Женці заганяють його в кут, але Ніна прибуває вчасно та вбиває Женців своїми кулями з кобальтом/магнієм, змушуючи їх вибухати від внутрішнього згоряння під час удару. Вони розуміють, що Женці — це не біологічні істоти, а машини, створені за допомогою передових інопланетних технологій, що підтверджує правильність теорії Ніни.
Вони повертаються до Загубленої ущелини, і Вілл возз'єднується з Хантером. Ніна піднімає піратський прапор для інших, сусідніх громад, у Скелястих горах, що означає, що Жнець був убитий. Громади відновлюють радіозв'язок і починають озброюватися кулями з Co/Mg покриттям, щоб дати відсіч Женцям.
Через деякий час Ніна разом з Віллом дивиться в телескоп, тоді як три зеленуваті «метеорити» виходять на орбіту.

## Акторський склад
- Ентоні Макі в ролі Вілла
- Морена Баккарін у ролі Ніни
- Медді Гассон в ролі Кеті
- Шона Ерп — Ханна, жителька міста
- Рейчел Нікс — Тара, дружина Вілла
- Денні Бойд-молодший у ролі Хантера, сина Вілла та Тари
- Тайлер Грей — Тім

## Виробництво
У жовтні 2022 року було оголошено, що постапокаліптичний бойовик під назвою англ. Elevation перебуває в розробці. Режисером буде найнятий Джордж Нолфі, а сценарій написали Кенні Раян і Джейкоб Роман. Ентоні Макі, Морена Баккарін і Медді Гассон повинні були зіграти головні ролі. Основні зйомки почалися в листопаді 2022 року в Колорадо і завершилися до кінця березня 2023 року.

## Реліз
У травні 2024 року «Vertical» придбала права на фільм. Мертві землі вийшли у США 8 листопада 2024 року.

## Сприйняття

### Касові збори
У Сполучених Штатах і Канаді «Мертві землі» було випущено разом із «Єретиком», «Найкращою різдвяною виставою», «Втечею на вікенд» та розширенням показу «Анори». Фільм дебютував із 1,2 мільйонами доларів у 1416 кінотеатрах у перші вихідні, зайнявши 11 місце в касових зборах.

### Спийняття
На вебсайті агрегатора рецензій Rotten Tomatoes 53 % із 45 відгуків критиків є позитивними із середньою оцінкою 5,3/10. Консенсус вебсайту говорить: «Прекрасні пейзажі та солідна роль Ентоні Макі в ролі зірки піднімають Мертві землі до певної міри, але цей науково-фантастичний трилер є надто похідним, щоб досягти піка свого потенціалу». Metacritic, який використовує середньозважену оцінку, поставив фільму оцінку 49 зі 100 на основі восьми критиків, вказуючи на «змішані або посередні» рецензії.
Закарі Лі з RogerEbert.com дав фільму дві з половиною зірки з чотирьох і написав: «Хоча „Мертві землі“ може ніколи не піднятися над своїми жанровими атрибутами чи уникнути тіні його впливів, воно ніколи не опускається настільки низько, щоб бути бездумно марним. Просто виконаний за дев'яносто хвилин, це ескапізм найвищого рівня, що створює небезпеки на безпечній відстані екрана».